# Мокрець (Шепетівський район)
Мокре́ць, Мокрець Матієвських — село в Україні, у Ізяславській міській громаді Шепетівського району Хмельницької області. Населення становить 338 осіб. Площа становить — 1,424 км². Середня густота населення — 237,36 осіб/км².

## Історія
Протягом 1907–1917 років село у складі Заславського ключа Заславського майорату князів Санґушків.
7 (20) листопада 1917 року, відповідно до Третього Універсалу Української Центральної Ради, увійшло до складу Української Народної Республіки.
12 червня 2020 року, відповідно до розпорядження Кабінету Міністрів України № 727-р «Про визначення адміністративних центрів та затвердження територій територіальних громад Хмельницької області», увійшло до складу Ізяславської міської територіальної громади.
19 липня 2020 року, в результаті адміністративно-територіальної реформи та ліквідації Ізяславського району, село увійшло до складу новоутвореного Шепетівського району

## Галерея

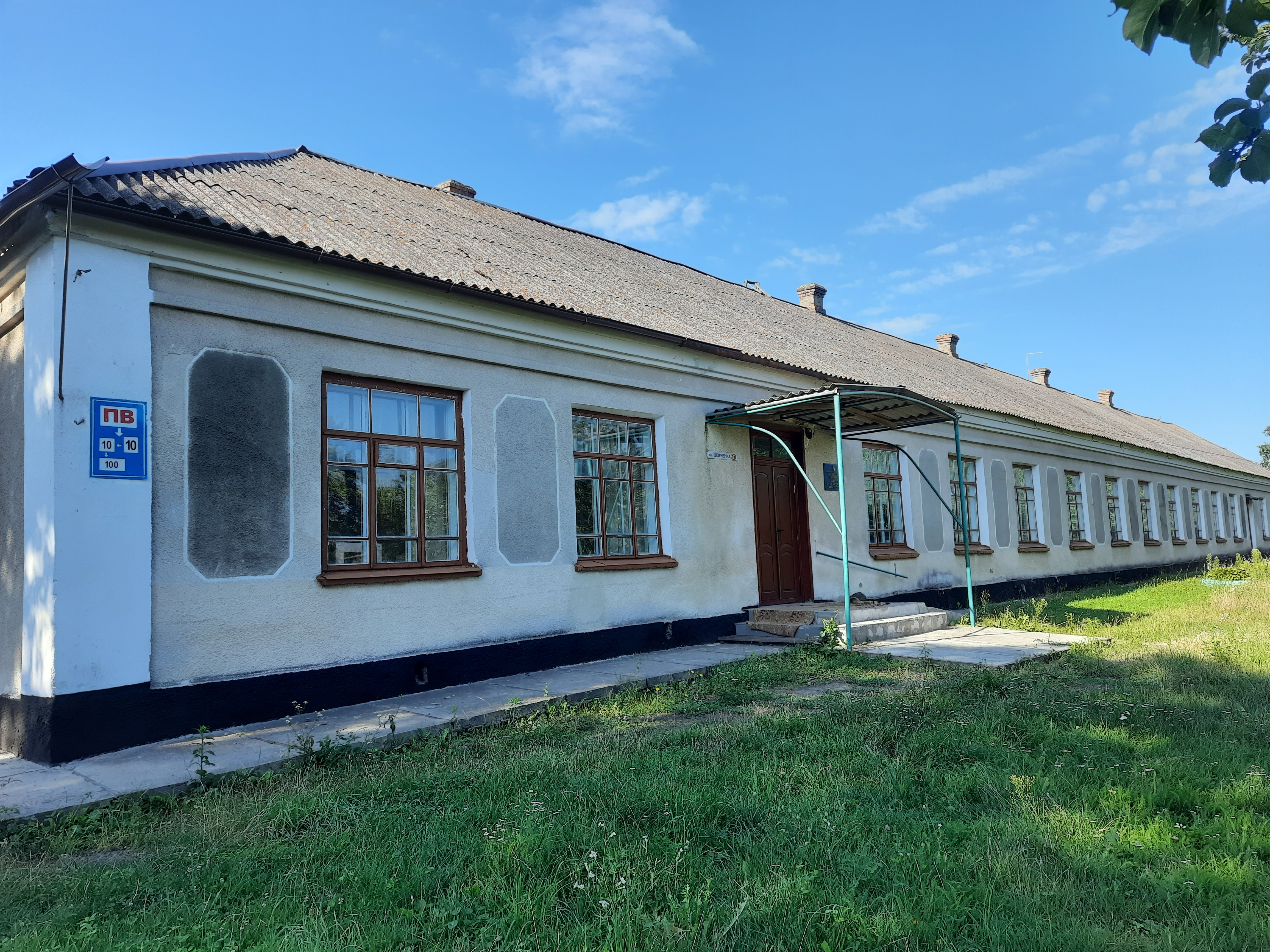
Школа
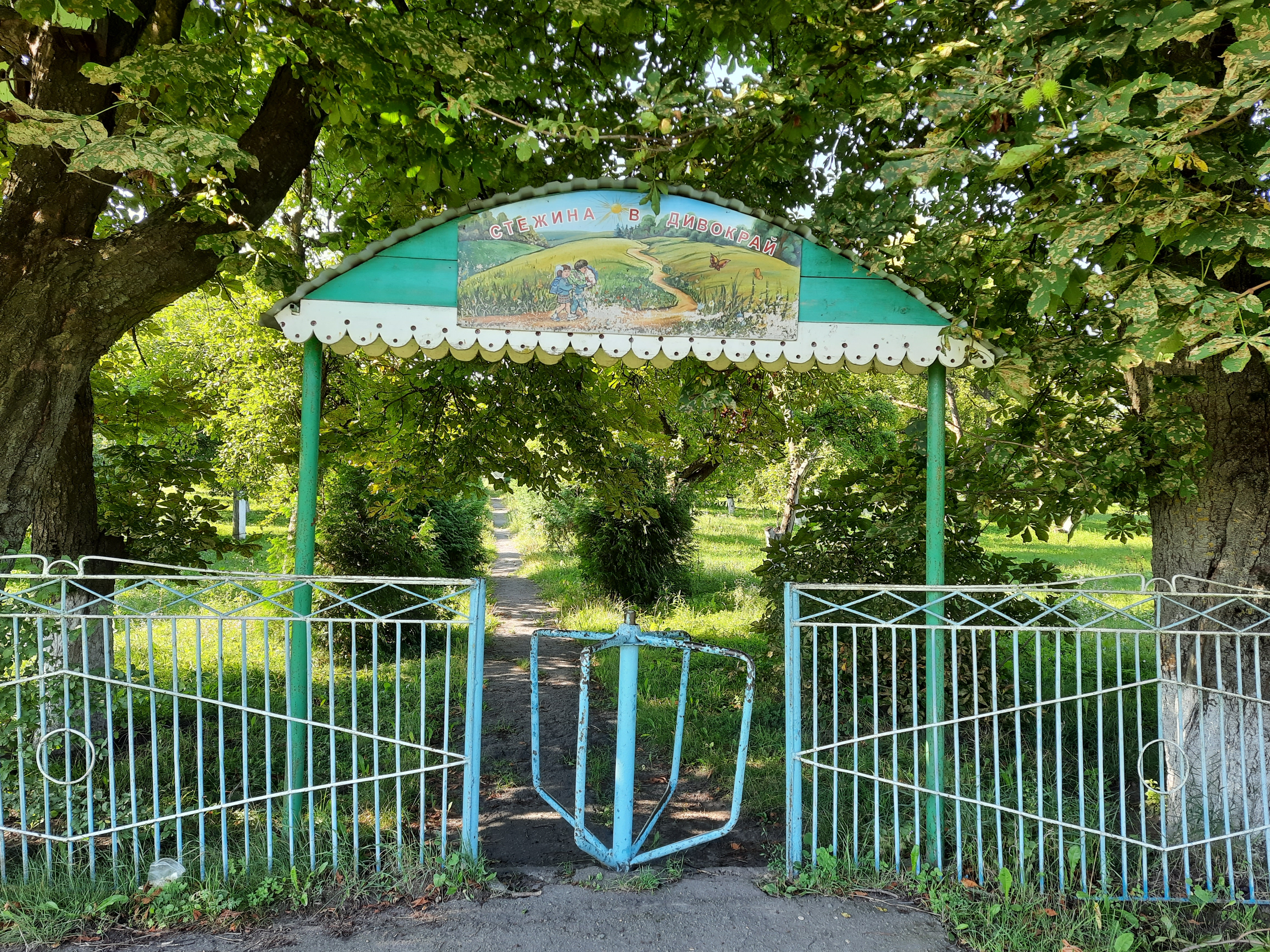
Парк
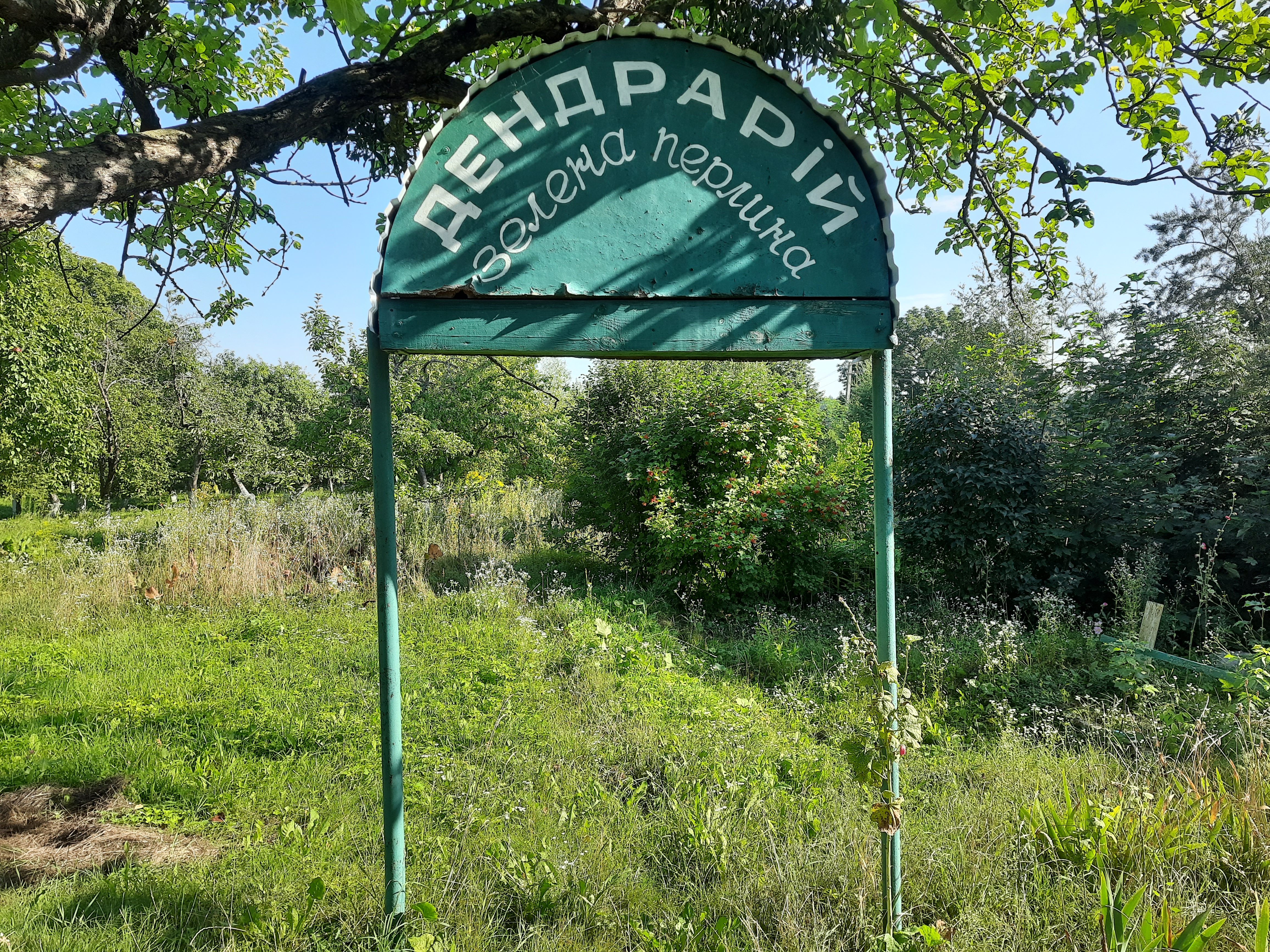
Дендрарій